# Nanping
Nanping (chiń. 南平; pinyin Nánpíng) – miasto o statusie prefektury miejskiej w południowo-wschodnich Chinach, w prowincji Fujian. W 2010 roku liczba mieszkańców miasta wynosiła 169 636. Prefektura miejska w 1999 roku liczyła 3 017 109 mieszkańców. Ośrodek turystyki oraz przemysłu elektrotechnicznego, elektronicznego, chemicznego, drzewnego i spożywczego.

## Podział administracyjny
Prefektura miejska Nanping podzielona jest na:
- 2 dzielnice: Yanping, Jianyang,
- 3 miasta: Shaowu, Wuyishan, Jian’ou,
- 5 powiatów: Shunchang, Pucheng, Guangze, Songxi, Zhenghe.